# Jason Lezak
Jason Edward Lezak, né le 12 novembre 1975 à Irvine en Californie, est un nageur américain spécialiste des épreuves en nage libre (50 m et 100 m). Composant essentiel des relais américains 4 × 100 m nage libre et 4 × 100 m 4 nages, il a participé à trois victoires olympiques du quatuor américain en 2000, 2004 et 2008. Huit fois champion du monde avec ces relais, il est aussi champion du monde individuel en petit bassin.

## Biographie
Il commence à nager au club Novaquatics d'Irvine, sa ville natale, à l'âge de 5 ans. En 1998, il rejoint l'Université de Californie à Santa Barbara où il dispute ses premières compétitions NCAA et remporte son premier titre national sur 100 m nage libre. Il participe en 1999 à sa première compétition internationale avant d'être sélectionné au sein de l'équipe olympique américaine pour les Jeux olympiques de Sydney en 2000. Il y obtient un premier titre olympique en nageant lors des séries éliminatoires du relais 4 × 100 m 4 nages avant de décrocher la médaille d'argent avec le relais américain 4 × 100 m nage libre. En 2001, l'Américain dispute sa première finale mondiale sur 100 m nage libre mais doit se contenter de la 8e et dernière place. C'est en petit bassin, à Moscou en 2002, qu'il obtient ses deux premiers titres mondiaux, toujours avec les relais 4 × 100 m nage libre et 4 × 100 4 nages. Il récidive l'année suivante en grand bassin cette fois : il gagne le relais 4 × 100 m 4 nages (record du monde à la clé) et décroche l'argent sur 4 × 100 m nage libre.
L'année 2004 est pleine de promesses pour le nageur californien puisqu'il réalise la meilleure performance de l'année sur 100 m nage libre (48 s 17) lors des sélections olympiques américaines. À seulement quelques semaines du rendez-vous olympique d'Athènes, il réalisait ce qui constituait alors la seconde meilleure performance de l'histoire à un peu plus de trois dixièmes du record du monde de Pieter van den Hoogenband. Mais le meilleur temps des engagés déçoit lors des Jeux olympiques en ne prenant que la cinquième place lors de la finale du 100 m. Il se console avec la médaille d'or obtenue avec le relais américain 4 × 100 m nage libre. La fin de l'année est plus brillante à titre individuel puisqu'il remporte le titre mondial en petit bassin à Indianapolis sur 100 m nage libre. Dans son pays, le nageur gagne également une nouvelle fois les relais 4 × 100 m nage libre et 4 nages. De nouveau champion du monde en relais en 2005, il ne parvient toujours pas à monter sur un podium individuel aux championnats du monde (4e en 2005, 5e en 2007).
En juillet 2008, Lezak se qualifie pour ses troisièmes Jeux olympiques en prenant la seconde place du 100 m lors des sélections olympiques derrière Garrett Weber-Gale. Le nageur avait auparavant battu à deux reprises son record personnel en séries puis lors des demi-finales. Lors de ces dernières, il devient même le troisième nageur le plus rapide de l'histoire derrière Alain Bernard et Eamon Sullivan en 47 s 58, nouveau record continental.
Le 11 août 2008 à Pékin, à l'occasion de la finale olympique du relais 4 × 100m nage libre, il nage le 100 m lancé le plus rapide de l'histoire en 46 s 06 pour offrir aux États-Unis la médaille d'or.
Le 5 juillet 2009, à Jérusalem, il annonce qu'il ne participera pas aux championnats du monde, préférant nager aux Maccabiades, compétition réunissant tous les quatre ans les athlètes juifs en Israël et débutant le 13 juillet,.
À 37 ans, en janvier 2013, il décide de prendre sa retraite sportive. Le sprinteur californien reste le premier nageur à être médaillé sur 4 × 100 m libre lors de quatre JO différents : argent en 2000 et 2012, bronze en 2004 et surtout or en 2008.

## Palmarès

### Jeux olympiques
| Discipline / Année   | Sydney 2000          | Athènes 2004         | Pékin 2008           | Londres 2012         |
| -------------------- | -------------------- | -------------------- | -------------------- | -------------------- |
| 50 m nage libre      | -                    | 5e 22 s 11           | -                    |                      |
| 100 m nage libre     | -                    | 21e 49 s 87          | Bronze 47 s 67       |                      |
| 4 × 100 m nage libre | Argent 3 min 13 s 86 | Bronze 3 min 14 s 62 | Or 3 min 8 s 24 (RM) | Argent 3 min 10 s 38 |
| 4 × 100 m 4 nages    | Or                   | Or 3 min 30 s 68     | Or                   |                      |

### Championnats du monde
| Discipline / Année   | Fukuoka 2001 Grand bassin | Moscou 2002 Petit bassin | Barcelone 2003 Grand bassin | Indianapolis 2004 Petit bassin | Montréal 2005 Grand bassin | Shanghaï 2006 Petit bassin | Melbourne 2007 Grand bassin | Shanghai 2011 Grand bassin |
| -------------------- | ------------------------- | ------------------------ | --------------------------- | ------------------------------ | -------------------------- | -------------------------- | --------------------------- | -------------------------- |
| 50 m nage libre      | -                         | -                        | 8e 22 s 44                  | 8e 21 s 79                     | -                          | -                          | -                           | -                          |
| 100 m nage libre     | 8e 49 s 51                | -                        | 4e 48 s 94                  | Or 47 s 97                     | 4e 48 s 74                 | -                          | 5e 48 s 52                  | -                          |
| 4 × 100 m nage libre | Disq.                     | Or 3 min 10 s 64         | Argent 3 min 14 s 80        | Or 3 min 9 s 96                | Or 3 min 13 s 77           | Bronze 3 min 11 s 92       | Or 3 min 12 s 72            | Bronze 3 min 11 s 96       |
| 4 × 100 m 4 nages    | -                         | Or 3 min 29 s            | Or 3 min 31 s 54 RM         | Or 3 min 25 s 9 RM             | Or 3 min 31 s 85           | Argent                     | -                           | -                          |

## Records
Jason Lezak est l'actuel détenteur du record du monde en grand bassin avec le relais américain 4 × 100 m nage libre (3 min 8 s 24). Il est aussi l'ancien détenteur du record national sur 100 m nage libre en 47 s 58.

## Distinction
Le 18 mai 2019, il fait son entrée au International Swimming Hall of Fame (ISHOF) lors d'une cérémonie à Fort Lauderdale, aux Etats-Unis.